# Starlink Aviation
Starlink Aviation ist eine kanadische Charter- und Geschäftsfluggesellschaft mit Sitz am Pierre-Elliott-Trudeau Flughafen Montréal.

## Geschichte
Die Fluggesellschaft wurde 1981 unter dem Namen Avionair gegründet. Zunächst handelte es sich um ein kleines Charterunternehmen mit leichten zweimotorigen Flugzeugen und einem 5.000 m² großen Hangar. Inzwischen umfasst die Anlage 88.000 m². Im Jahr 1999 wurde ein „Managed Aircraft Programm“ eingeführt und im Folgejahr der vorhandene Hangar ausgebaut und um Büroflächen erweitert. Im Jahr 2002 wurde das Unternehmen in „Starlink Aviation“ umbenannt. Seit 2003 bedient die Fluggesellschaft mit ihrem „Corporate Shuttle Programm“ die Strecke zwischen Montreal und Bagotville in Québec. 2005 erhielt sie die Akkreditierung als Fixed-base operator (FBO) und führte den ersten Liniendienst mit einer Embraer 120 Turboprop ein. Im Jahr 2007 wurde das „Managed Aircraft Programm“ weiter ausgebaut und 2008 ein Servicecenter für Hawker Beechcraft Jets eingerichtet. Im Jahr 2010 kam ein weiteres autorisiertes Servicecenter (ASC) für Flugzeuge der Serie Embraer Phenom hinzu. Der erste Betrieb mit Boeing-Flugzeugen wurde 2013 mit der Boeing 737 aufgenommen.

## Auszeichnungen (Auswahl)
- 2011: Beste FBO in Quebec und Kanada nach einer Umfrage des Wings Magazine.[3]
- 2012: Beste FBO in Quebec und Kanada nach einer Umfrage des Wings Magazine.[4]

## Flotte

### Aktuelle Flotte
Im Februar 2023 bestand die Flotte der Starlink Aviation folgenden Flugzeugtypen:
| Flugzeugtyp                   | Anzahl | bestellt | Anmerkungen | Sitzplätze |
| ----------------------------- | ------ | -------- | ----------- | ---------- |
| Beechcraft Super King Air 350 | 01     |          |             | 9–11       |
| Beechcraft Super King BE-90   | 01     |          |             | 7–8        |
| Bombardier Global 6000        | 01     |          |             | 17         |
| Cessna Citation CJ1+ (CE-525) | 01     |          |             | 5          |
| Falcon 2000EX                 | 02     |          |             | 8–19       |
| Embraer Phenom 100            | 01     |          |             | 4–5        |
| Gulfstream G450               | 01     |          |             | 14–19      |
| Hawker 700                    | 01     |          |             | 8          |
| Hawker 850 XP                 | 02     |          |             | 8–15       |
| Learjet LR70                  | 01     |          |             | 9          |
| Learjet LR45                  | 01     |          |             | 9          |
| Pilatus PC-12                 | 02     |          |             | 9          |
| Pilatus PC-24                 | 01     |          |             | 10         |
| Gesamt                        | 16     |          |             |            |

### Ehemalige Flugzeugtypen
- BAe Jetstream J31
- Bombardier Challenger 600
- Embraer Phenom 300
- De Havilland Canada DHC-8 Series 100, 200 and 300
- Hawker 800 und 800 XP
- Hawker Beechcraft 390
- Hawker 4000
- Learjet 60
- Piaggio P-180 Avanti
- SAAB SF340